# NGC 1380
NGC 1380 es una galaxia lenticular situada en la constelación de Fornax a una distancia aproximada de 69 millones de años luz que puede verse con telescopios de aficionado. Es un miembro del Cúmulo de Fornax
NGC 1380 tiene un núcleo bastante brillante y aunque sea clasificada cómo galaxia lenticular cuenta con brazos espirales de cierta prominencia.
En su halo galáctico pueden hallarse hasta casi 600 cúmulos globulares